# Ghost Town (2008)
Ghost Town is een Amerikaanse komedie-fantasyfilm uit 2008 geregisseerd en (mede)geschreven door David Koepp. De hoofdrollen worden vertolkt door Ricky Gervais, Greg Kinnear en Téa Leoni. De opnamen van de film vonden plaats in Upper East Side, New York.

## Verhaal

### Proloog
Frank Herlihy (Greg Kinnear) is een gewiekste zakenman, spontane levensgenieter en getrouwd met de aantrekkelijke Gwen (Téa Leoni). Hij houdt er niettemin ook een buitenechtelijke relatie op na met Amber en liegt hierover tegen zijn echtgenote alsof het gedrukt staat. Het noodlot slaat toe voor hem wanneer hij over straat loopt en iemand van een hoge etage een airconditioning uit het raam laat vallen. Deze komt recht op hem af. Herlihy stapt achteruit en ontwijkt het apparaat, maar loopt zodoende recht voor een bus die hem doodrijdt. Hij beseft zelf dat hij dood is wanneer er meerdere mensen door hem heen lopen.

### Plot
Bertram Pincus (Ricky Gervais) is een tandarts die vooral geniet van zijn werk omdat mensen hun mond wel moeten houden als hij met ze bezig is. Hij is cynisch, houdt niet van mensen, vermijdt het liefst contact en als hij dan toch moet praten, dan doet hij dit middels harde grappen en botte commentaren. Hij moet een endoscopie ondergaan aan zijn dikke darm. Ondanks dat hem een plaatselijke verdoving wordt aangeraden, staat hij erop hiervoor onder narcose te gaan. Alleen zonder dat hij dit in eerste instantie weet, gaat er iets fout tijdens de procedure. Hij komt zodoende in prima gezondheid van de operatietafel, maar is gedurende de ingreep zeven minuten dood geweest.
Pincus merkt voor het eerst dat er iets veranderd is wanneer er op straat mensen tegen hem beginnen te praten die verbaasd zijn dat hij hen kan zien. Wanneer er een vrachtwagen door een van hen heenrijdt, beseft hij dat het geesten zijn. Ze hebben niettemin allemaal nog iets af te maken en klampen hem hiervoor massaal aan. Pincus wil er niets van weten en met rust gelaten worden, maar dan klampt Herlihy's geest hem aan. Zijn weduwe Gwen is van plan om te hertrouwen met advocaat Richard (Bill Campbell) en hij wil dat Pincus hier een stokje voor steekt. Wanneer deze Gwen ziet, is hij direct onder de indruk. Daarom wil hij best proberen een wig te drijven tussen haar en Richard, maar dan wel ten gunste van hemzelf. Herlihy acht hem kansloos, maar wil het hem wel zien proberen.
Pincus maakte contact met Gwen en zet zijn beste beentje voor. Zij herinnert zich hem niettemin als de man die in hetzelfde gebouw woont als zijzelf en haar keer op keer negeerde dan wel schoffeerde. Zo drukte hij diezelfde week nog op het knopje om de lift te sluiten toen zij vroeg of hij die even open wilde houden. Daarbij zijn Pincus' sociale vaardigheden niet groots omdat hij al jaren menselijk contact heeft proberen te vermijden. Om de boel voor hem nog ingewikkelder te maken, wordt hij voortdurend belaagd door de geesten van overledenen, die er voor hem exact hetzelfde uitzien als levende mensen, maar voor anderen onzichtbaar zijn.

## Rolverdeling
- Ricky Gervais - Bertram Pincus
- Greg Kinnear - Frank Herlihy
- Téa Leoni - Gwen
- Billy Campbell - Richard
- Aasif Mandvi - Jahangir Prashar, Pincus' collega-tandarts
- Dana Ivey - geest Marjorie Pickthall
- Kristen Wiig - Pincus' arts
- Alan Ruck - geest gestorven vader
- Aaron Tveit - Pincus' narcotiseur
- Brian d'Arcy James - Irish Eddie
- Brad Oscar - portier
- Jeff Hiller - naakte geest
- Betty Gilpin - verpleegster WOII
- Brian Tarantina - geest politieagent

## Achtergrond

### Soundtrack
1. "I'm Still in Love (w/You)" – geschreven en gezongen door Dusty Wright (ook bekend als Mark J. Petracca)
2. "I'm Looking Through You" – geschreven door John Lennon en Paul McCartney, gezongen door The Beatles
3. "The Heart of Life" – geschreven en gezongen door John Mayer
4. "What I'm Looking for" – geschreven en gezongen door Brendan Benson
5. "Sabeldans" – geschreven door Aram Chatsjatoerjan
6. "What I'm Looking for" – geschreven en gezongen door Brendan Benson
7. "Sideways" – geschreven en gezongen door Citizen Cope
8. "Which Way Your Heart Will Go" – geschreven en gezongen door Mason Jennings
9. "Please Be Patient With Me" – geschreven door Jeff Tweedy, gezongen door Wilco
10. Original Score – gecomponeerd door Geoff Zanelli

### Ontvangst
Ghost Town bracht het eerste weekend 5.012.315 dollar op, goed voor een achtste plek. De totale opbrengst kwam uit op 27.035.267.
Reacties op de film waren doorgaans positief. Op Rotten Tomatoes scoorde de film op 15 november 2008 85% aan goede beoordelingen. De film kreeg van de website tevens een zogenaamde "gouden tomaat" voor beste romantische film van het jaar. Op Metacritic kreeg de film een score van 72 punten op een schaal van 100.
Cosmo Landesman van The Sunday Times gaf de film 3 van 5 sterren.

## Prijzen en nominaties
- In 2008 won Ricky Gervais voor zijn rol in de film een Satellite Award.
- In 2009 won de film een COFCA Award voor Best Overlooked Film.
- Eveneens in 2009 werd de film voor nog eens twee prijzen genomineerd: een Saturn Award voor beste script en een Empire Award voor beste komedie.